# London Regional Transport
London Regional Transport (LRT), conegut com a London Transport fou una organització responsable del transport públic al Gran Londres (Regne Unit) des de l'any 1984 fins al 2000. Fou creada arran de l'acta de 1984 de transport (London Regional Transport Act 1984) i va reemplaçar les responsabilitats que exercia l'antic govern local Greater London Council.
A partir de l'any 2000 fou reemplaçat per Transport for London.
| Precedit per: GLC London Transport Executive | London transport authority 1984–2000 | Succeït per: Transport for London |